# Magyarország és Azerbajdzsán kapcsolatai
A diplomáciai kapcsolatok az Azerbajdzsáni Köztársaság és Magyarország között egy évvel azután létesültek, miután a volt szovjet tagköztársaság elnyerte függetlenségét.

## Háttér

### Diplomáciai kapcsolatok
A Magyar Köztársaság 1991. december 26-án ismerte el az Azerbajdzsáni Köztársaság függetlenségét és 1992. november 27-én létesített vele diplomáciai kapcsolatot. Magyarország 2009. január 12-én nyitott nagykövetséget Azerbajdzsánban, első nagykövetünk Boros Jenő, 2010. december 14. és 2015 között Csutora Zsolt töltötte be ott a nagykövet szerepét. A magyarországi azerbajdzsáni nagykövetség 2004 szeptemberében nyitotta meg kapuit. A jelenlegi nagykövetet Vilajat Gulijevnek hívják.

### Magyarországon élő azerbajdzsániak
Nagyjából száz azerbajdzsáni él ma Magyarországon.

## Kölcsönös magas szintű látogatások

### Államfői látogatások
- 1994. december 4-5. – Heydər Əliyev azerbajdzsáni elnök munkalátogatása
- 2008. február 18-19. – Ilham Alijev azerbajdzsáni elnök hivatalos látogatása
- 2009. január 26-27. – İlham Əliyev azerbajdzsáni elnök munkalátogatása
- 2011. november 10-12. – Schmitt Pál magyar elnök látogatása
- 2014. november 11-12. – Ilham Alijev azerbajdzsáni elnök munkalátogatása[2]

### Kormányfői látogatások
- 2008. július 7-8. – Gyurcsány Ferenc magyar miniszterelnök hivatalos látogatása
- 2008. november 14. – Gyurcsány Ferenc magyar miniszterelnök munkalátogatása
- 2010. szeptember 13-14. – Orbán Viktor magyar miniszterelnök hivatalos látogatása
- 2012. június 29-július 1. – magyar miniszterelnök hivatalos látogatása

### Házelnöki látogatások
- 2007. június 15. – M. Alaszgarov azerbajdzsáni parlamenti elnökhelyettes látogatása
- 2008. szeptember 5-7. – Szili Katalin magyar házelnök hivatalos látogatása
- 2011. december 7-9. – Aszadov, azerbajdzsáni nemzetgyűlés elnökének hivatalos látogatása
- 2012. június 5-8. – az Interparlamentáris Unió Magyar-Azerbajdzsáni Tagozatának elnöke, Gyöngyösi Márton Azerbajdzsánba látogatott
- 2013. május 29-június 1. – az Interparlamentáris Unió Magyar-Azerbajdzsáni Tagozatának elnöke, Gyöngyösi Márton Azerbajdzsánba látogatott
- 2013. június 14-15. – Hánhuszein Kazimli, az Azerbajdzsáni-Magyar Parlamentközi Munkabizottság elnökének látogatása

### Miniszteriális szintű látogatások
- 1997. február – Szentiványi István magyar külügyminisztériumi államtitkár látogatása
- 1998. szeptember 7-8. – külügyminisztériumi államtitkári szintű látogatás
- 2004. április 23-24. – Boros Jenő helyettes külügyi államtitkár látogatása
- 2006. január 22-24. – Boros Jenő külügyminisztériumi politikai államtitkára látogatása
- 2006. november 29-december 1. – Xalafov azerbajdzsáni ügyvezető külügyminiszter látogatása
- 2007. március 22-23. – Sarifov azerbajdzsáni pénzügyminiszter látogatása
- 2007. május 17-19. – Göncz Kinga magyar külügyminiszter látogatása
- 2007. szeptember 13-15. – Alijev azerbajdzsáni ipar- és energiaügyi miniszter látogatása
- 2007. szeptember 23-25. – Avaz Alakbarov azerbajdzsáni szociális és munkaügyi miniszter látogatása
- 2007. november 22. – Kóka János magyar gazdasági- és közlekedési miniszter látogatása
- 2009. május 24-27. – Elchin Gulijev azerbajdzsáni határőr parancsnok látogatása
- 2010. március 2. – Mammad-Gulijev azerbajdzsáni ügyvezető külügyminiszter látogatása
- 2010. március 11-12. – Misir Mardanov azerbajdzsáni oktatási miniszter látogatása
- 2011. február 24-26. – Németh Zsolt külügyminisztériumi politikai államtitkár látogatása
- 2011. február 28-március 2. – Xalafov azerbajdzsáni ügyvezető külügyminiszter látogatása
- 2011. november 27-30. – Szalim Muszlimov, az Azerbajdzsáni Köztársaság Állambiztonsági Alapja vezetőjének látogatása
- 2012. július 23-25. – Szijjártó Péter, a magyar-azerbajdzsáni kormányközi bizottság vezetőjének látogatása
- 2012. október 8-9. – Sahin Musztafajev azerbajdzsáni gazdasági fejlesztési miniszter munkalátogatása
- 2013. március 12-14. – Budai Gyula vidékfejlesztési államtitkár látogatása
- 2013. április 7-8. – Németh Lászlóné nemzeti fejlesztési miniszter, Vályi-Nagy Vilmos infokommunikációért felelős helyettes államtitkár, Szakmáry Ildikó légügyi főigazgató és Erényi István digitális szószóló látogatása (a látogatás célja a Világgazdasági Fórumon való részvétel volt)
- 2013. május 17. – O. Siralijev azerbajdzsáni egészségügyi miniszter látogatása
- 2013. november 8-9. – A. Abbaszov azerbajdzsáni kommunikációs- és infotechnológiai miniszter látogatása
- 2013. december 1-3. – Németh Lászlóné nemzeti fejlesztési miniszter látogatása
- 2014. január 27-28. – Szijjártó Péter, a magyar-azerbajdzsáni kormányközi bizottság vezetőjének látogatása
- 2014. április 27-28. – Elmar Mammadjarov azerbajdzsáni külügyminiszter munkalátogatása[3]
- 2014. november 3-4. – Szijjártó Péter külügy- és külgazdasági miniszter látogatása[4]

## Interparlamentáris kapcsolatok
- 2007. március 26-án a magyar parlament hozta létre az Interparlamentáris Unió magyar-azerbajdzsáni baráti csoportját. A csoport elnöke Gyöngyösi Márton.
- Az Azerbajdzsáni-Magyar Parlamentközi Munkabizottságot az Azerbajdzsáni Nemzetgyűlés hívta életre 2011. április 8-án. A munkacsoport elnöke Hánhuszein Kazimli.

## Stratégiai partnerség
Magyarország 2014. november 11-én írta alá a stratégiai partnerségi szerződést Azerbajdzsánnal. A fő egyezményen túl egy légi közlekedési megállapodás is született, mely kimondja, hogy újra meg kell indítani a repülőforgalmat Budapest és Baku között. Arról is egyezség jött létre, hogy Magyarország 200 ösztöndíjat biztosít azerbajdzsáni diákok számára. Ezeken túl sport-, ifjúság- és turizmusügyi egyezségek is köttettek ugyanazon a napon.

## Testvérvárosi kapcsolatok
- Gyöngyös –  Şuşa[6]
- Tiszavasvári –  Ağdam[7]

## Ifjúsági kapcsolatok
Az Azerbajdzsáni-Magyar Ifjúsági Uniót (AHYU) 2012. december 6-án magyarok és Magyarországon tanuló vagy dolgozó azerbajdzsáni fiatalok hozták létre. Fő célja a magyar-azerbajdzsáni ifjúsági kapcsolatok fejlesztése a fiatalok közötti kommunikáció eszközével.

### Projektek
- Tanulj Magyarországon! – célja megismertetni az azerbajdzsáni fiatalokat a magyarországi továbbtanulási lehetőségekkel.[10]
- Komolyzenei koncert (2013. április 29.);
- A www.azerbajdzsan.com internetes oldal, melynek célja három nyelven (azerbajdzsániul, magyarul és angolul) bemutatni Azerbajdzsán gazdag kultúráját, történelmét, nevezetességeit, akárcsak a két ország kétoldalú kapcsolatait.
- Azerbajdzsáni Turisztikai Napok Magyarországon – 2014. november 21-22.[11]

## Oktatás
Magyarország felsőoktatási intézményei legfőképpen nemzetközi kapcsolatok, menedzsment, IKT, orvostudományi, műszaki tudományos és vízmérnöki képzéseik révén nyújtanak minőségi diplomát az azerbajdzsáni fiataloknak. Az azerbajdzsáni fiatalok a 2012-ben a kormányközi gazdasági együttműködési megállapodás keretében kötött kétoldalú ösztöndíj-megállapodás értelmében részesülhetnek ösztöndíjban. 2015-től kezdve 200 azerbajdzsáni diák kezdheti meg ezt a programot, mely fedezi a tandíjukat, a kollégiumi férőhelyüket, és havi 42 ezer forintos költőpénzt is juttat nekik.

## Energiaügy
Hosszútávon Magyarországnak új ellátási útvonalat kell találnia energiabiztonságának fenntartása céljából – nyilatkozta Szijjártó Péter külügy- és külgazdasági miniszter, mikor Oroszország bejelentette, hogy nem építi meg a Déli Áramlat nevű gázvezetéket. A lehetséges opciók között Szijjártó Péter Azerbajdzsánt is említette.

## Üzleti élet
2014 novemberében Azerbajdzsáni-Magyar Üzleti Fórumot rendeztek Budapesten.

## Közlekedés
- 2013 áprilisában jelentették be, hogy a WizzAir direkt járatot indít Budapest és Baku között, a légi közlekedés 2013 júniusában indult be.[14]
- A Budapest és Baku közötti légi teherforgalom 2014 márciusában kezdődött.[15]

## Élelmiszer-gazdaság
A Sericovia Kft. 2012-ben kezdett organikus gránátalmalevet importálni Azerbajdzsánból.

## Karitatív tevékenység
Azerbajdzsán támogatja a magyarországi vak fiatalokat. Azerbajdzsáni támogatással épül meg a Vakok Batthyány László Római Katolikus Gyermekotthonának új épülete, melynek alapkövét 2014. Januárjában tették le. A projekt 500 millió forintba, azaz 1,67 millió euróba kerül, és teljes egészében Azerbajdzsán finanszírozza.

## Művészeti élet
Budapesti postabélyegeken Chingiz Mehbaliyev azerbajdzsáni művész festményei elevenednek meg.